# Rinkeby kvarnar
För andra kvarnar benämnda "Holländskan", se Holländskan.

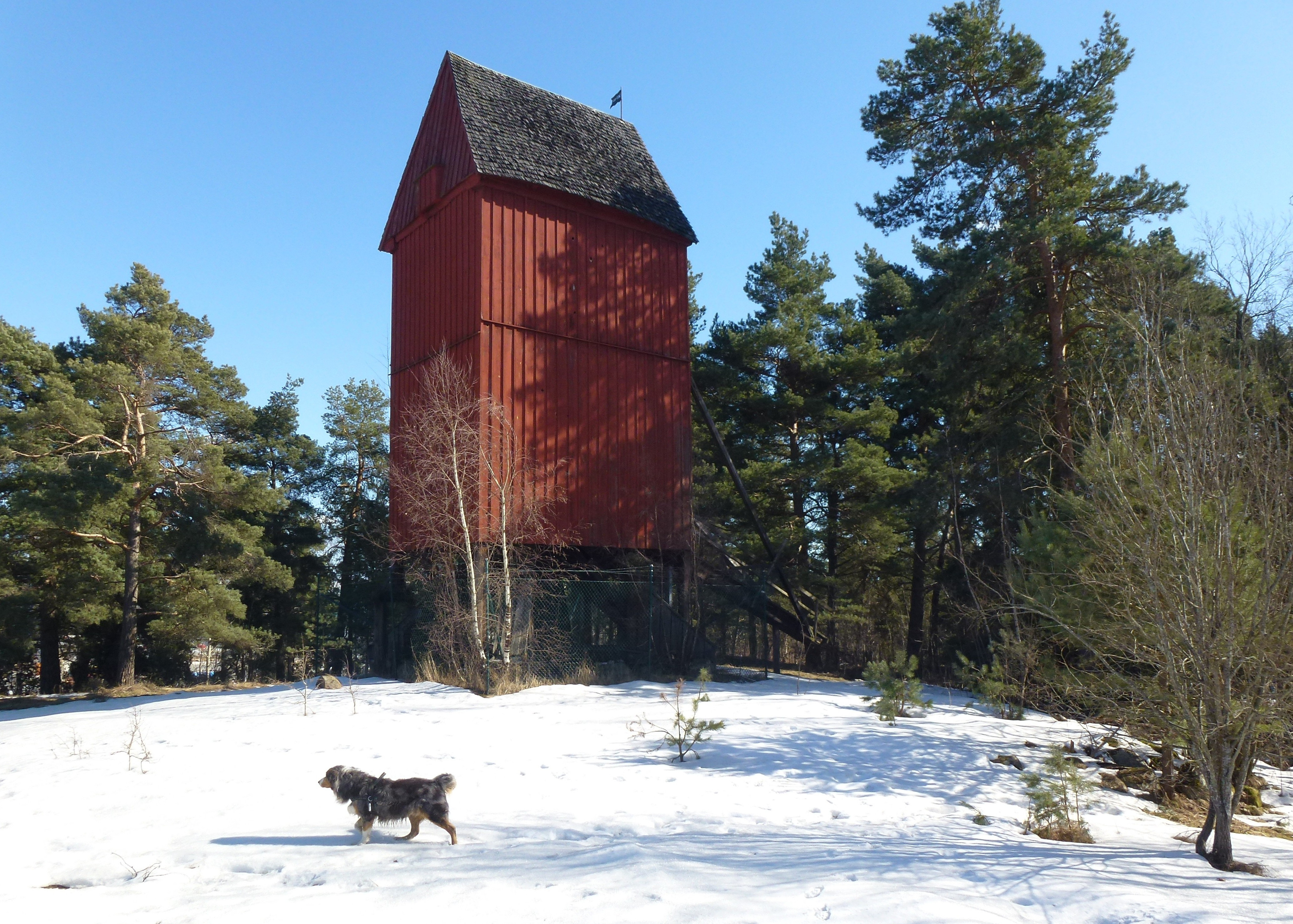
Stora Stampan i mars 2013.

Rinkeby kvarnar var ursprungligen två väderkvarnar som stod på en numera skogbeväxt kulle, kallad Kvarnbacken, vid nuvarande trafikplats Rissne i Ursvik, Sundbybergs kommun. Namnet härrör från den närbelägna byn Rinkeby i Spånga socken på vars mark kvarnarna stod. Kvarnarna kallades ”Stora Stampan” och ”Holländskan”. Numera finns bara den västra kvarnen, ”Stora Stampan” kvar. Den tillhör sannolikt Storstockholms äldsta bevarade väderkvarnar. "Holländskan" brann ner 1989. Vintern 2019-2020 renoverades "Stora Stampan" och har nu fått nya vingar.

## Historik

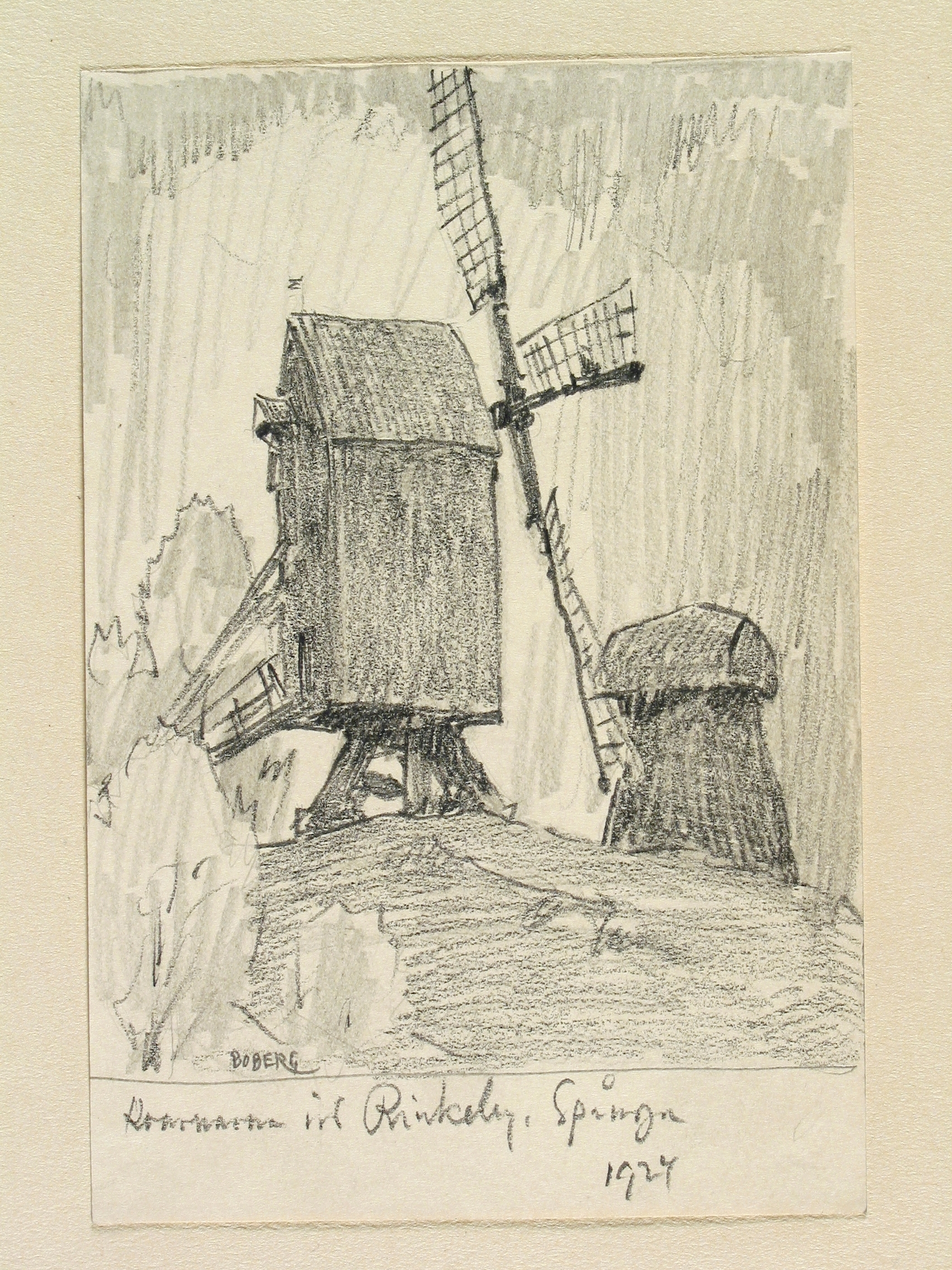
Rinkeby kvarnar, teckning av Ferdinand Boberg 1924.

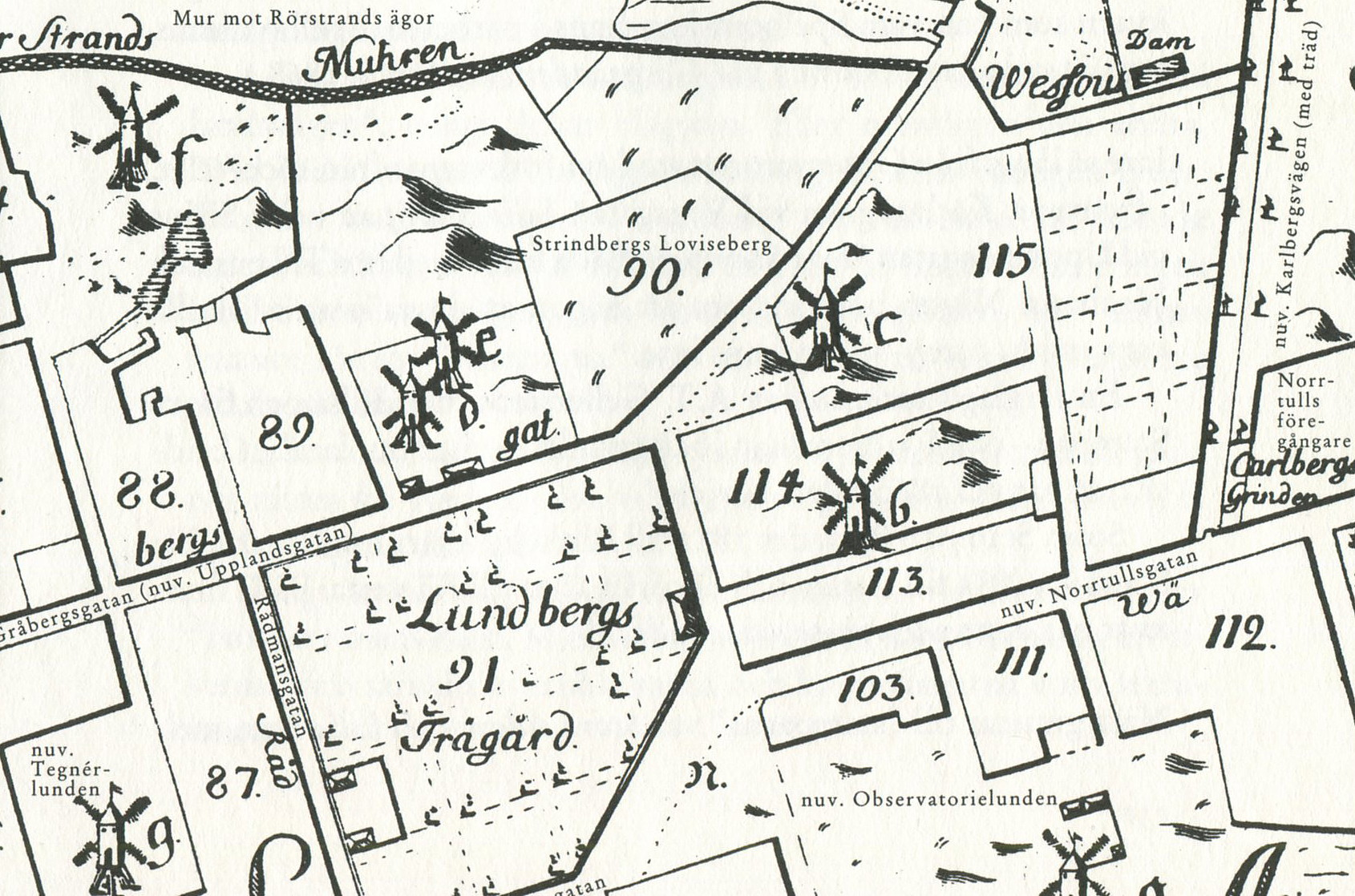
Kvarnar på Tillaeus' karta från 1733, väster om Observatoriebacken, b är Lilla Stampan och c är Stora Stampan (norr är till höger).

Innan den västra kvarnen (RAÄ-nummer Sundbyberg 18:2) flyttades till sin nuvarande plats stod den i kvarteret Sirius vid Observatoriegatan i Stockholm och kallades Stora Stampan. Den byggdes på 1670-talet. På vindflöjeln står enligt Bertil Waldén: IKSTANO 167? (skylten är avbruten efter "7"), alltså anno 1670-tal. Kvarnen är en så kallad stubbkvarn, som betyder att hela kvarnhuset kan vridas till rätt vindriktning. 
På området vid Observatoriegatan fanns ytterligare en väderkvarn, kallad Lilla Stampan och när trakten började stadsplaneras i mitten av 1880-talet med rektangulära bostadskvarter fanns inte plats för några kvarnar. "Stora Stampan" flyttades till Kvarnbacken vid Ursvik år 1882 medan "Lilla Stampan" flyttades 1884 först till Lunda och 1892 till Kälvesta, där den står som Kälvesta kvarn bland villorna i Solhem. Ordet "stampan" tyder på att kvarnen "stampade", alltså pressade växter som lin och hampa för tillverkning av rep och segel. Om Stora och Lilla Stampan var hamp-stampar är dock inte belagd. På Petrus Tillaeus' karta från 1733, visande området väster om Observatoriebacken syns flera kvarnar, b är Lilla Stampan och c är Stora Stampan. 
Stora Stampan var i bruk till slutet av 1920-talet och uppges ha fungerat 1938. År 1960 var vingarna fortfarande kvar. År 1971 rustades kvarnen på bekostnad av Sundbybergs och Stockholms kommuner, i samband med det togs vingarna ner. Kvarnen tillhör sannolikt Storstockholms äldsta bevarade väderkvarnar. Den finns avbildad på ett flertal ställen och omtalas även i litteraturen.
Den andra, östra kvarnen byggdes på plats år 1885. Det var en holländare (där enbart kvarnkupolen är roterbar) och hade åtta vingar. Kvarnen kallades ”Holländskan”. På ett fotografi från 1905 syns båda kvarnarna intakta men 1960 har ”Holländskan” tappat sina vingar och fasaden uppvisar stora hål. Kvarnen upprustades samtidigt med Stora Stampan 1971 men förstördes slutligen i en anlagd brand 1989. Till bebyggelsen hörde även kvarnbostället och en förrådsbod. Bostället förstördes även det i en anlagd brand år 2008, medan boden idag (2013) är uppbruten och i mycket dåligt skick.

## Historiska bilder

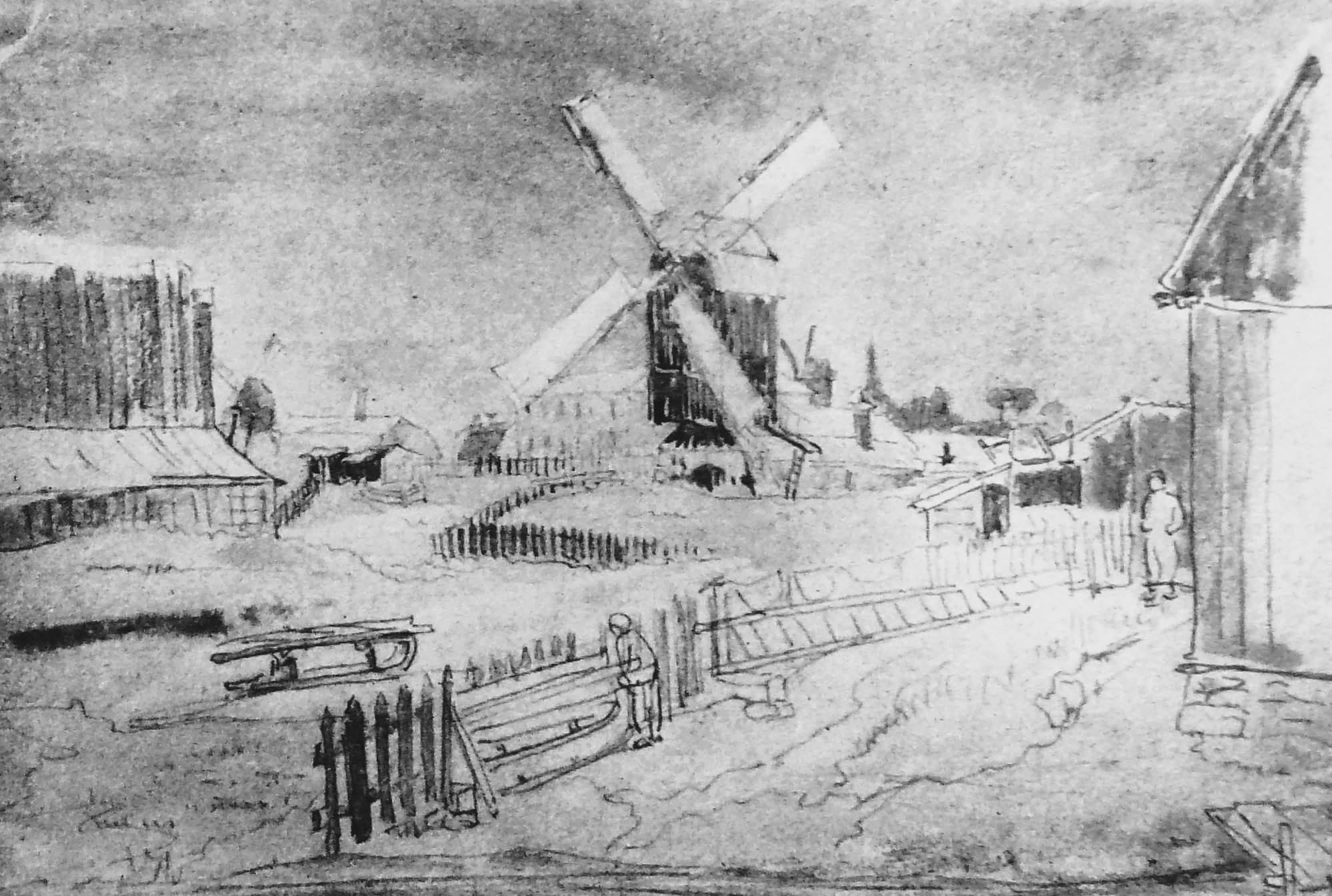
"Stora Stampan" (i mitten), "Lilla Stampan" (t.v.) och "Spelbomskan" (t.h. i bakgrunden), 1860-tal.
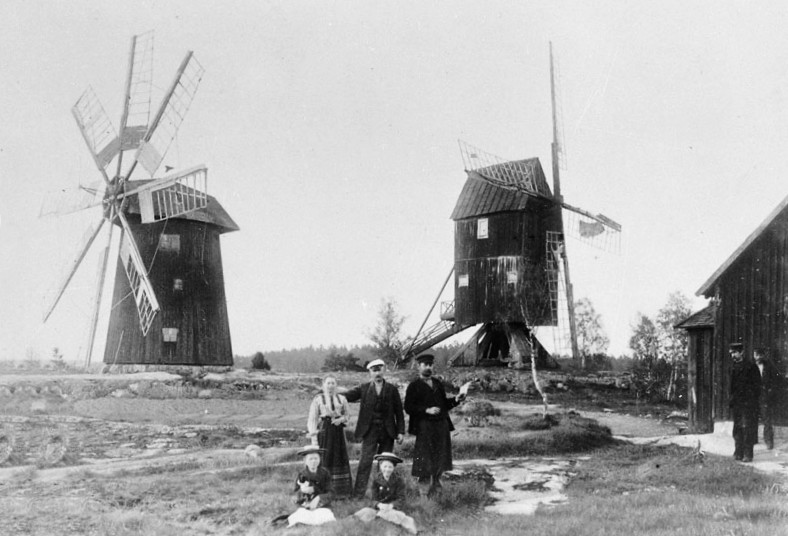
Rinkeby kvarnar, Holländskan (t.v.) och Stora Stampan år 1905.
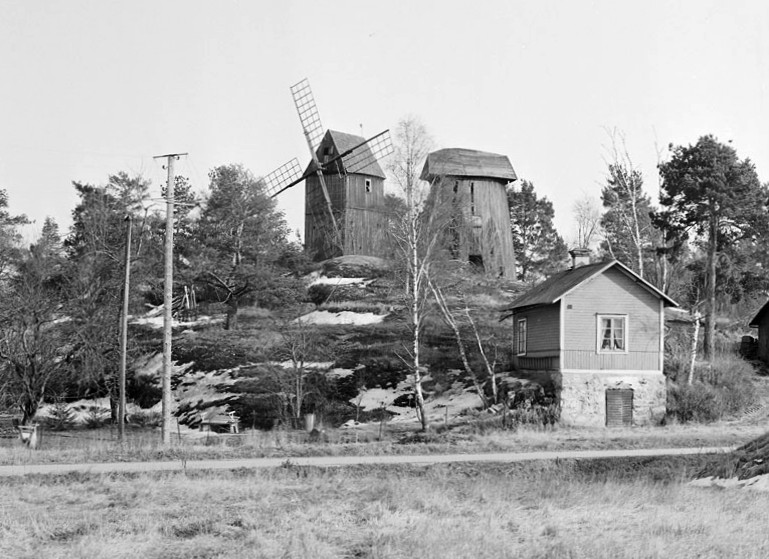
Rinkeby kvarnar 1960.
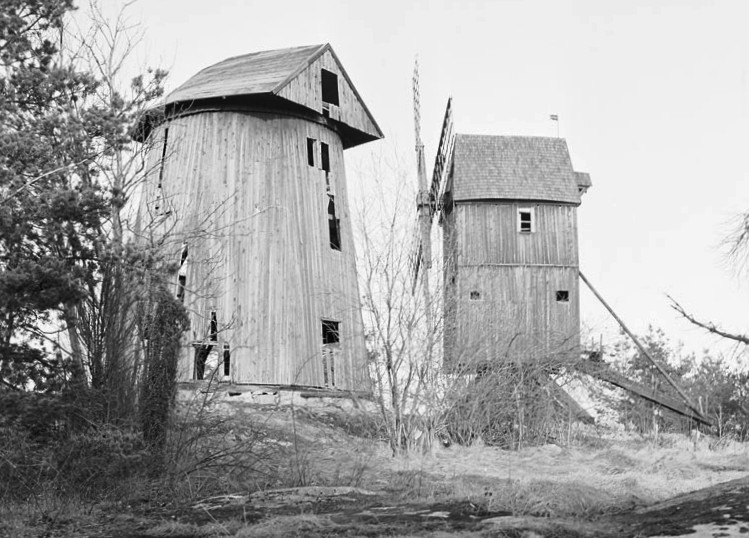
Rinkeby kvarnar 1960.

## Nutida bilder

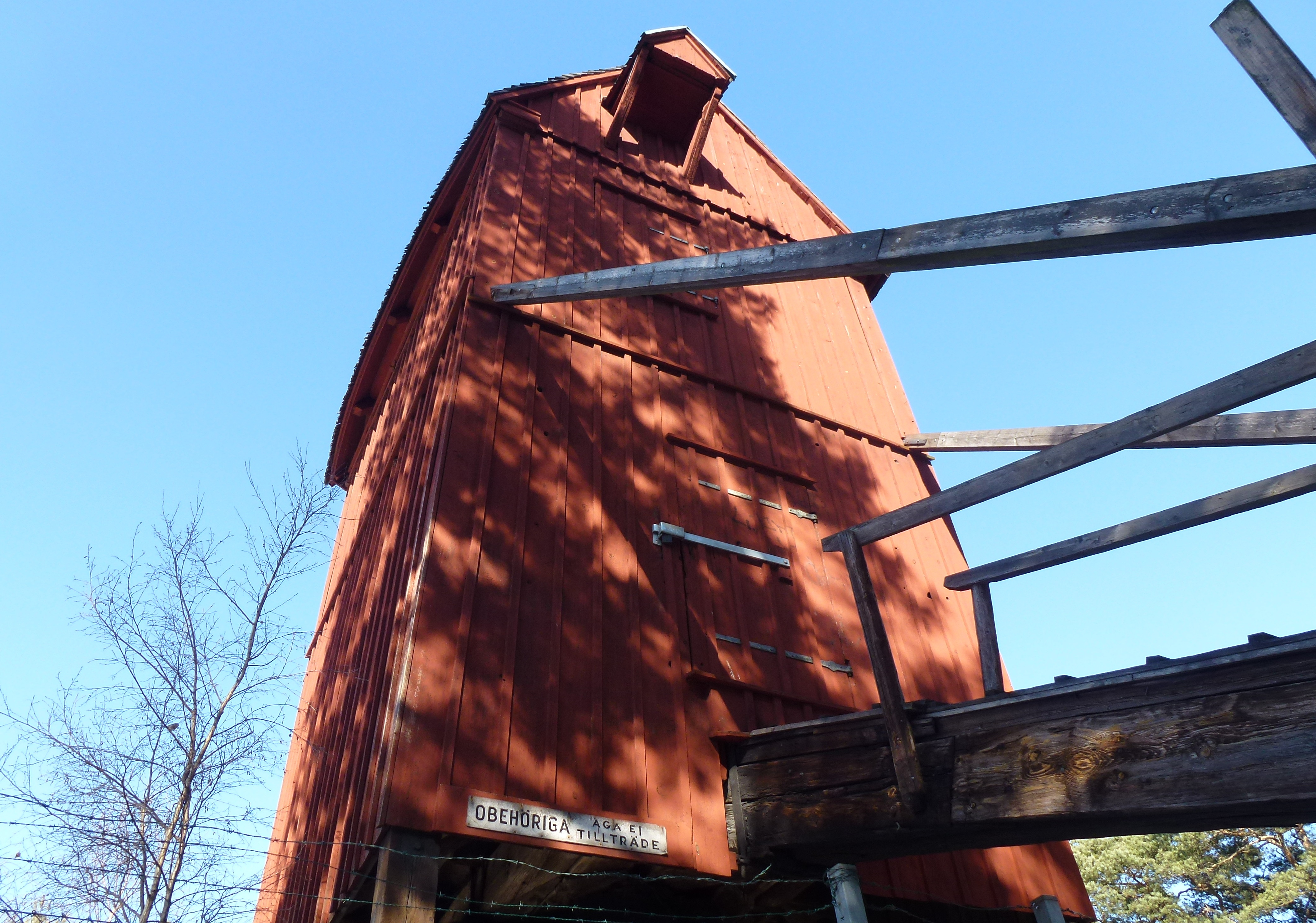
Fasaddetalj med kvarnhästen.
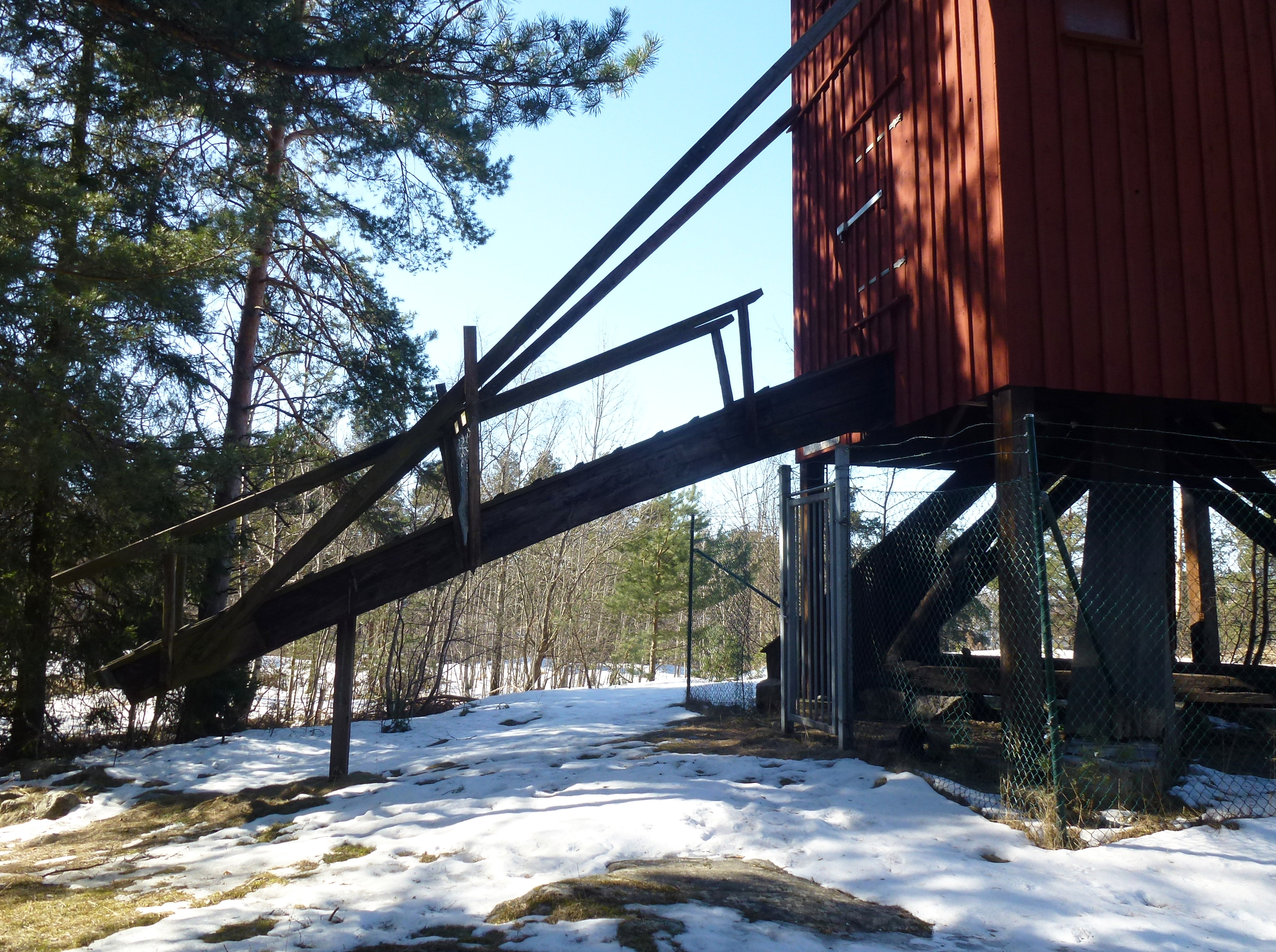
Kvarnhästen.
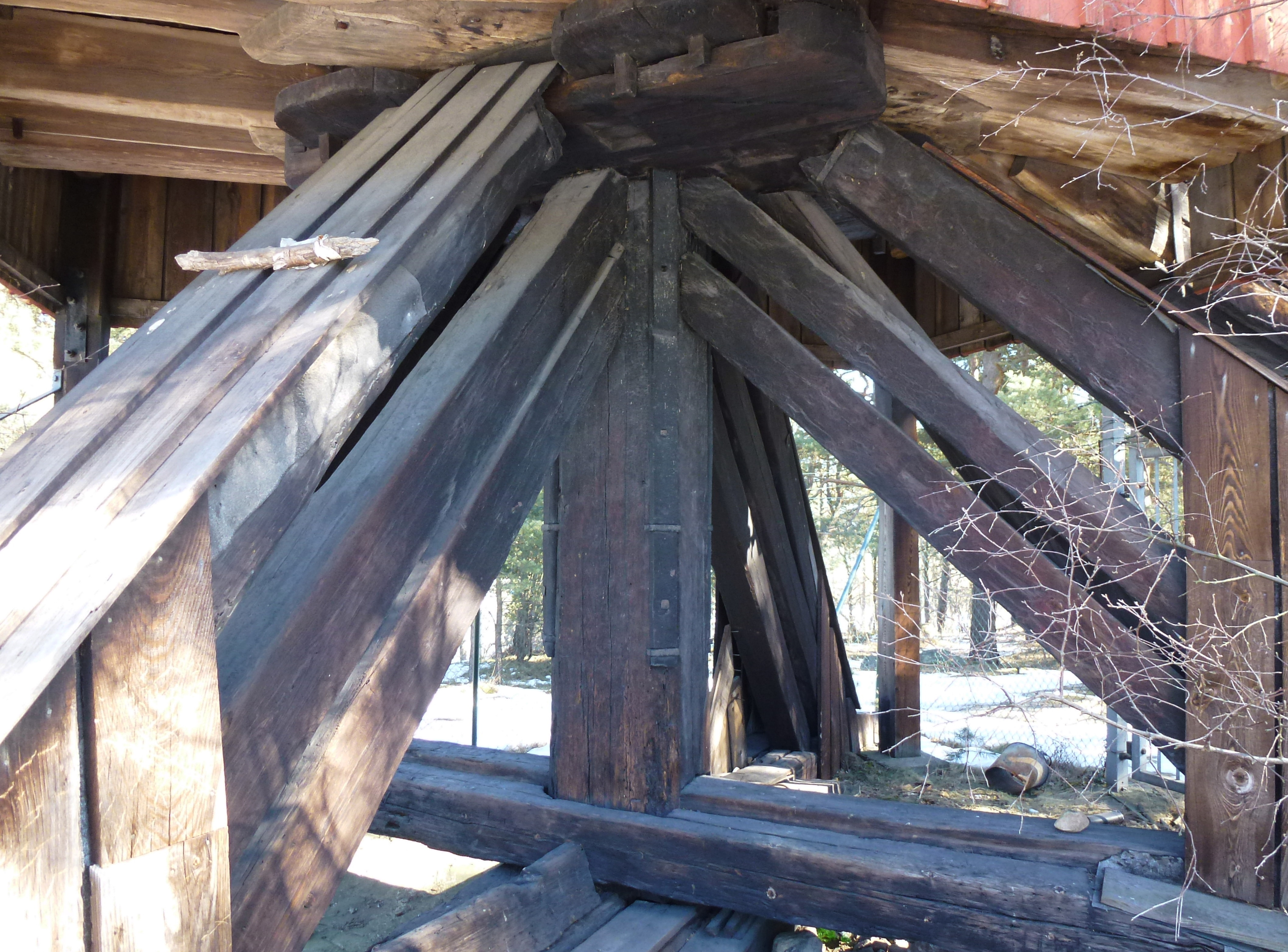
Kvarnstubben.
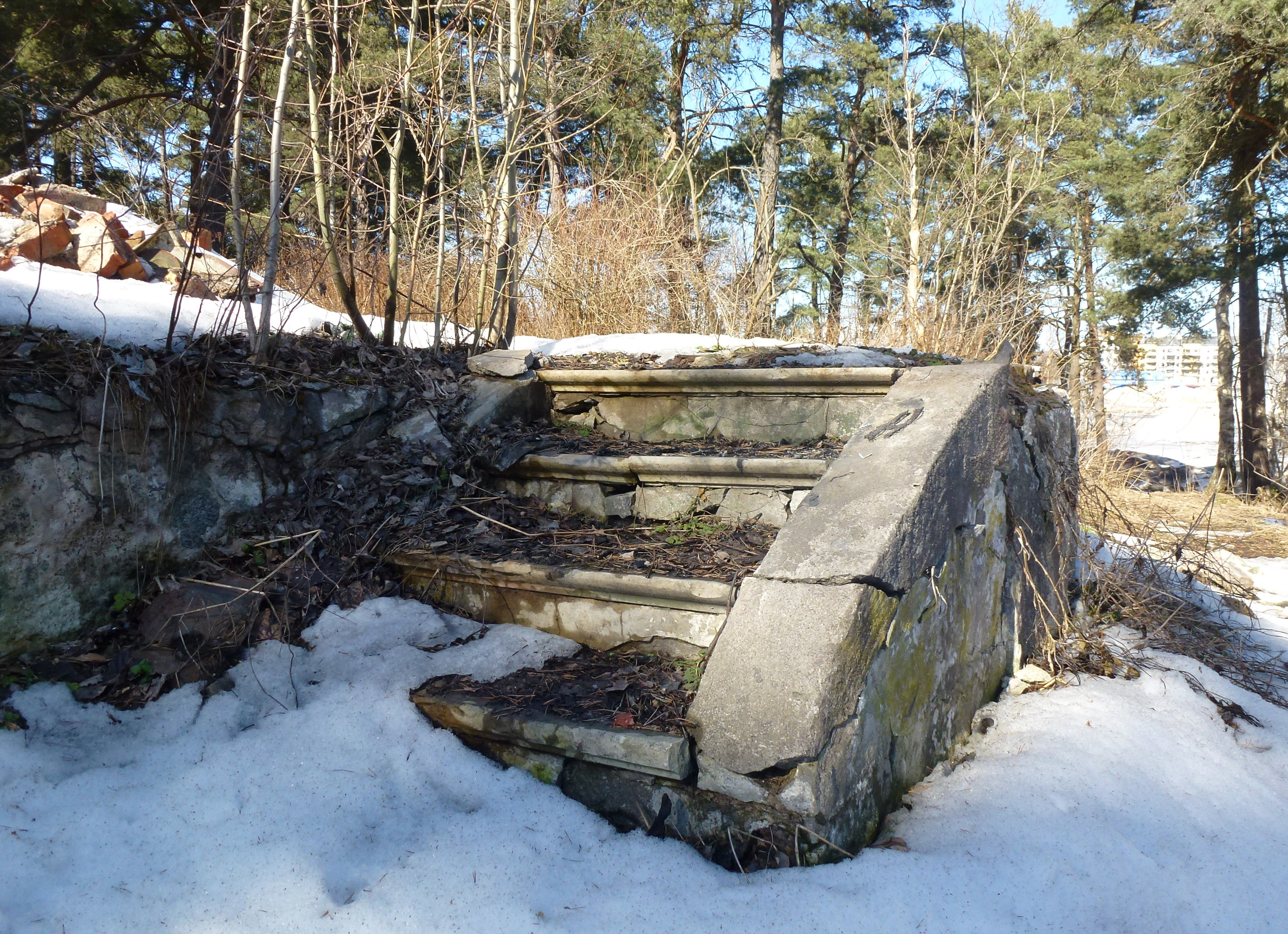
Resterna efter mjölnarebostället.